# Concepción Sánchez Freire
Concepción Sánchez Freire, detta Conchi (Madrid, 28 settembre 1957), è un'ex calciatrice ed ex giocatrice di calcio a 5 spagnola.

## Carriera
Debutta a Madrid a soli 13 anni l'8 dicembre 1970 giocando con la sorella che aveva un anno meno di lei. Erano le ragazze più giovani in campo. Il calcio femminile in Spagna era al debutto assoluto e per il suo notevole exploit in questa prima partita finisce sotto i riflettori della stampa e televisione locale.
Le compagne di squadra, nel paragonarla al calciatore del Real Madrid Amancio Amaro Varela, le affibbiano "Amancio" quale nomignolo con cui spesso è stata poi citata sui giornali sportivi italiani senza mai scrivere i due cognomi Sánchez Freire.
Arriva in Italia con la Nazionale spagnola per disputare il 1º novembre 1972 la partita amichevole a Padova contro l'Italia (persa 0-5).
Grazie al lavoro che faceva all'epoca, viene chiamata nel 1973 dal Presidente della Gamma 3, ditta specializzata in illuminazione di interni e inizia così la sua carriera sportiva in Italia quando nel suo paese non si giocava alcun campionato.
Ha giocato per la maggior parte della sua carriera in Italia, vincendo sette campionati nazionali con Gamma 3 Padova, Valdobbiadene, Lazio CF e Campania G.B. Inoltre ha giocato un anno per l'Arsenal nella Premier League, concludendo la carriera a trentanove anni.
È stata il primo capitano della Nazionale di calcio femminile della Spagna nel 1972.
Campionessa d'Italia con la Roma 3Z calcio a 5 e capocannoniera con 50 reti nella stagione 1992-1993.

## Allenatrice
Ottiene il patentino di terza categoria con specializzazione "calcio femminile" (stesso corso FIGC frequentato da Elisabetta Vignotto, Susanne Augustesen e Carolina Morace), nella stagione in cui gioca con la Lazio. Poco tempo dopo le viene negato dalla FIGC l'accesso al corso per ottenere il patentino UEFA B perché di nazionalità straniera e non tesserata da alcun club italiano.
In seguito ha continuato a studiare da allenatrice e, proprio con l'Arsenal in Inghilterra, continua gli studi per ottenere il patentino UEFA A. Sta per ottenere il patentino quando le viene rifiutato l'attestato perché non aveva nessuna squadra inglese a tesserarla quale allenatrice.

## Palmarès
- Campionato italiano: 6

Gamma 3 Padova: 1973
Valdobbiadene: 1976, 1977
Lazio CF: 1986-1987, 1987-1988
Giugliano Campania: 1988-1989
- Coppa Italia: 8

Gamma 3 Padova: 1974
Conegliano: 1978, 1979
Gorgonzola: 1980
Trani 80: 1983
Lazio CF: 1985, 1986-1987
Giugliano Campania: 1988-1989